# Missione artistica francese

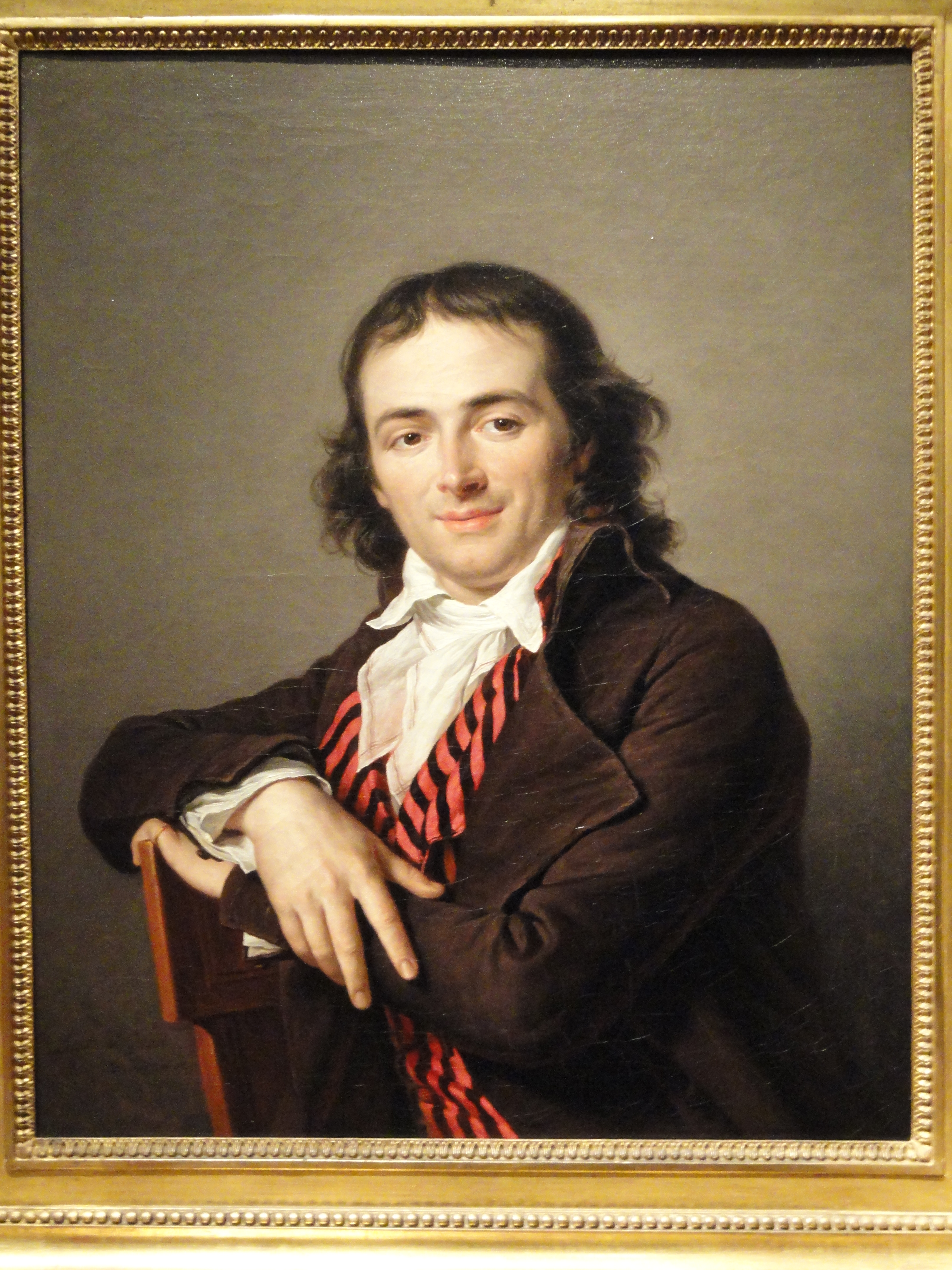
Ritratto di Joachim Lebreton

La Missione artistica francese (in portoghese Missão Artística Francesa) fu un gruppo di artisti e architetti francesi che operò in Brasile all'inizio del XIX secolo. Tale gruppo rivoluzionò il panorama artistico del Paese, introducendovi il sistema di insegnamento superiore accademico nelle arti e nei mestieri (con la fondazione nel 1816 della prima scuola esclusivamente dedicata alle belle arti del Brasile, ovvero la Escola Real de Ciências, Artes e Ofícios) e contribuendo alla diffusione dello stile neoclassico che cominciava allora ad apparire in Brasile. Il gruppo, guidato da Joachim Lebreton, godé della protezione del sovrano del Regno Unito del Portogallo, Brasile e Algarve Giovanni VI. L'attività del gruppo tardò tuttavia a dare frutto, in quanto incontrò resistenza da parte degli ambienti artistici locali legati alla tradizione barocca saldamente radicata e dovette affrontare la scarsità di risorse finanziarie e una serie di intrighi politici che dissolsero buona parte del primo entusiasmo per il progetto.

## Antecedenti
Durante l'occupazione francese del Portogallo, all'inizio del XIX secolo, la famiglia reale e la corte si trasferirono in Brasile, rendendo Rio de Janeiro capitale del regno. Il principe reggente Giovanni VI dal suo arrivo aveva cercato di ravvivare la vita della colonia. Non era certo di quando avrebbe potuto far ritorno in Europa e nemmeno se il ritorno sarebbe mai stato possibile, e decise allora di rendere il Brasile una "nazione civilizzata". Dal punto di vista amministrativo, non sarebbe stato conveniente, per una corte in esilio, mantenere un territorio enorme sotto un'amministrazione semi-feudale. Fra le altre misure, aprì i porti brasiliani alle nazioni amiche, fondò il Banco do Brasil, promosse la nascente industria e stimolò la vita culturale specialmente nella capitale, e, nel contesto delle negoziazioni del Congresso di Vienna, nel 1815 elevò il Brasile a regno unito con Portogallo e Algarves. Dopo il 1815, dopo l'esilio definitivo di Napoleone Bonaparte, si iniziò un processo di normalizzazione delle relazioni diplomatiche, commerciali e culturali con la Francia.
In questo clima di rinnovamento, l'istituzione di un sistema di istruzione superiore nelle arti e nei mestieri avrebbe dovuto minimizzare il vuoto provocato dall'espulsione pombalina dei gesuiti, che si erano occupati di buona parte dell'istruzione della colonia. Le origini della Missione francese non sono molto chiare. Una versione dice che il ministro António de Araújo e Azevedo, 1.º conte della Barca, ebbe l'idea di invitare alcuni artisti francesi affinché portassero in Brasile modelli lodevoli e desiderabili della civilizzazione francese. Con lo stabilimento di accordi commerciali con la Francia nel 1815, iniziarono le negoziazioni per l'organizzazione del gruppo. Come intermediari del governo portoghese in Francia agivano l'ambasciatore Pedro José Joaquim Vito de Meneses Coutinho, marchese di Marialva, e l'incaricato d'affari a Parigi, Francisco José Maria de Brito, che consultarono il naturalista Alexander von Humboldt circa questo affare. Humboldt indicò allora il nome di Joachim Lebreton, che era segretario dell'Institute de France e da poco era stato deposto per i legami con il defunto regime bonapartista. Egli a sua volta assunse la guida del progetto e riunì un gruppo di interessati a trasferirsi in Brasile, con la condizione che il governo portoghese finanziasse il viaggio e il loro trasferimento.

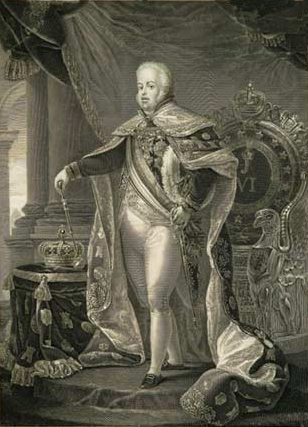
Pradier, Ritratto di Giovanni VI.

Tuttavia, alcuni autori affermano che l'iniziativa partì da Marialva o che fu frutto di un'offerta spontanea dei francesi alla Corte portoghese di fronte alla loro situazione politica problematica nella loro terra natia. Secondo Schwarcz questa sembra essere l'ipotesi più probabile, a partire dall'opinione di Laudelino Freire, Mário Barata e Mário Pedrosa, che basandosi su documenti dell'epoca, smontarono la "versione ufficiale" che faceva di Giovanni VI il mentore del progetto, e che intendeva così esaltare il carattere illuminato della monarchia portoghese. Rinforzi a questa tesi vennero da Donato Mello Júnior, che scoprì nel 1980 due lettere di Nicolas-Antoine Taunay al principe reggente Giovanni, in cui offriva i suoi servigi. Anche parte della corrispondenza personale di Lebreton, conservata nell'Archivio nazionale Torre do Tombo di Lisbona, dice lo stesso, e la corrispondenza ufficiale di Fernando José de Portugal e Castro, marchese di Aguiar, suggerisce la medesima cosa, dicendo inoltre, in risposta a Lebreton, che da parte della Corte non via era intenzione alcuna di finanziare il loro viaggio o garantire il loro soggiorno. Sopravvivono anche lettere di Brito al conte della Barca in cui egli presenta un progetto concepito da Lebreton, e una lettera di Brito a Lebreton, in cui egli ricordava al destinatario che il progetto era interamente opera di Lebreton, che non gli garantiva niente in nome del governo portoghese, e che un'accoglienza ufficiale sarebbe dipesa solo dalla circostanza, incerta, che il principe reggente volesse sostenerli. Era chiaro fino ad allora ciò non era assicurato, e solo lo fu di fatto nel gennaio del 1816, quando Barca si mise a preparare a Rio l'arrivo del gruppo, già contando con l'avallo di Giovanni VI. Finalmente, il decreto di fondazione dell'Escola Real de Ciências, Artes e Ofícios il 12 agosto 1816 informa che Giovanni VI, nel creare la scuola, desiderava avvalersi del servizio di "alcuni stranieri" che avevano fatto ricorso a lui in cerca di protezione, come si legge di seguito:
"In vista del bene comune, che proviene ai miei vassalli fedeli, di stabilire in Brasile una Scuola Reale di Scienze, Arti e Mestieri, in cui si promuova e diffonda l'istruzione e la conoscenza indispensabili agli uomini destinati non solo agli Impieghi Pubblici dell'Amministrazione dello Stato, ma anche al progresso dell'Agricoltura, Mineralogia, Industria e Commercio, da cui dipendono la sussistenza, il benessere e la civilizzazione dei popoli, ancor più in questo continente, la cui estensione, non tenendo in debito e il numero delle braccia necessarie al lavoro e allo sfruttamento del territorio, ha bisogno di grandi ausili da parte della pratica per trarre vantaggio dai prodotti, il cui valore e preziosità possono fare del Brasile più ricco e opulento dei Regni conosciuti, rendendosi pertanto necessario per gli abitanti lo studio delle Belle Arti con l'applicazione e riferimento ai mestieri meccanici, la cui pratica, perfezione e utilità dipendono dalla conoscenza teorica di quelle arti e diffuse luci delle scienze naturali, fisiche ed esatte; e volendo per fini tanto utili godere fin da ora, la capacità, l'abilità e la scienza di alcuni degli stranieri benemeriti che hanno cercato la Mia Reale e Graziosa Protezione, per essere impiegati nell'insegnamento della pubblica istruzione di quelle le arti: ritengo un bene, e anche quando le classi di quelle arti e mestieri non facciano parte integrante della detta Scuola Reale di Scienze, Arti e Mestieri che dovrò comandare di stabilire, si paghi annualmente, ecc."

## La missione artistica

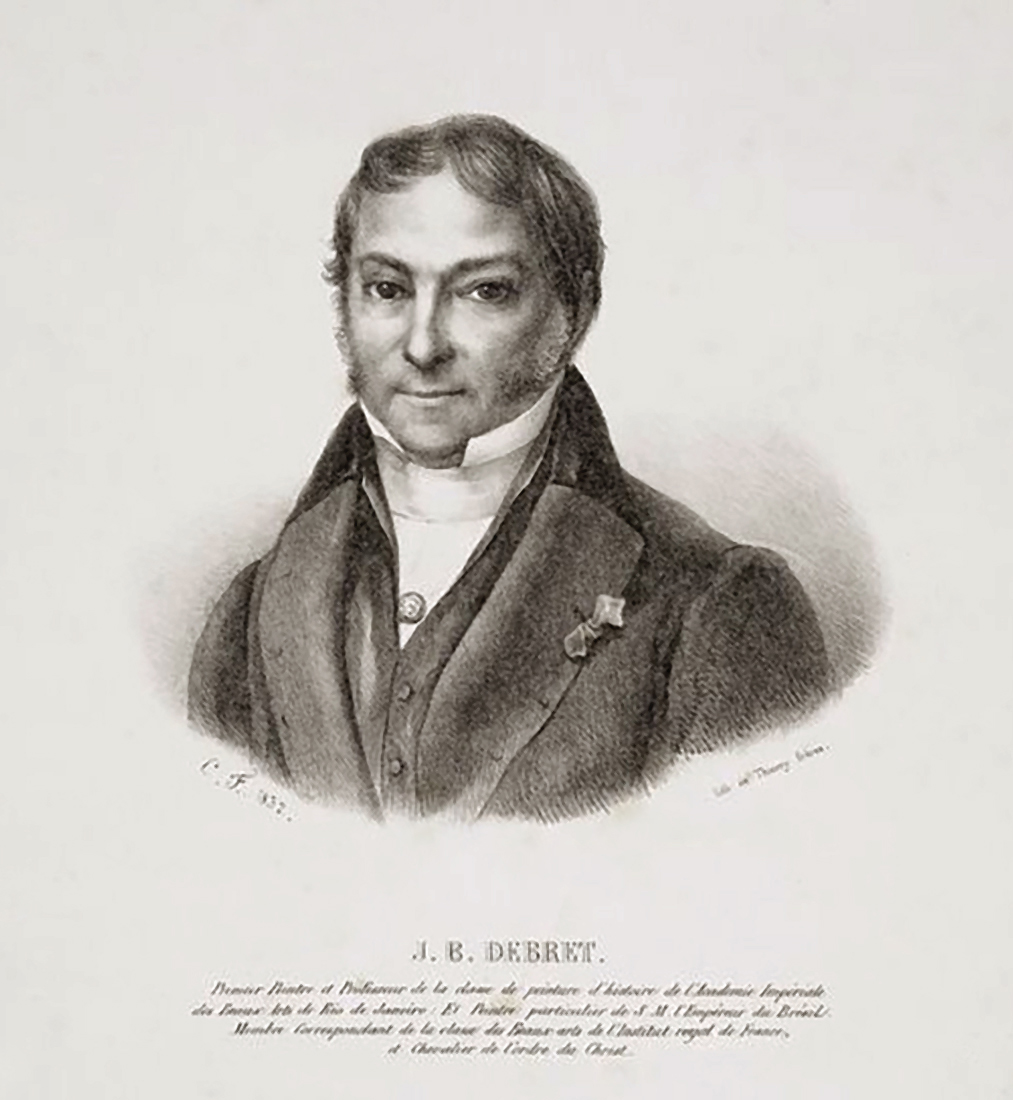
Jean-Baptiste Debret, autoritratto pubblicato in Voyage pittoresque et historique au Brésil (1834).

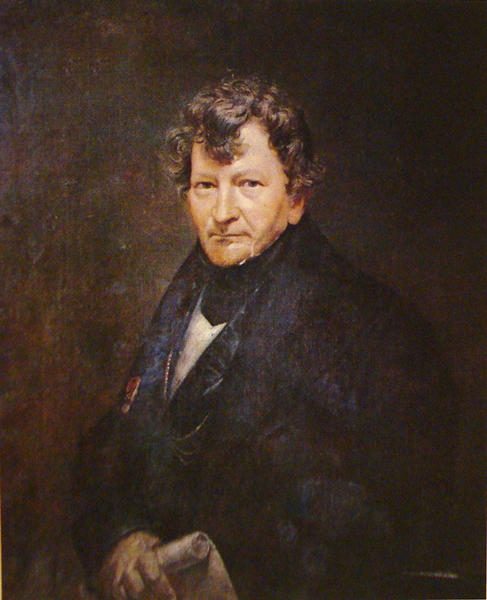
Augusto Müller, Ritratto di Grandjean de Montigny, c. 1843.

Il gruppo approdò a Rio de Janeiro il 26 marzo 1816, a bordo della nave Calpe, scortata da navi inglesi, ed era formato, secondo Neves, da Joachim Lebreton, Jean-Baptiste Debret, pittore storico, Nicolas-Antoine Taunay, pittore di paesaggi e scene storiche, Auguste Henri Victor Grandjean de Montigny, architetto, insieme con i suoi discepoli Charles de Lavasseur e Louis Ueier, Auguste Marie Taunay, scultore, Charles-Simon Pradier, incisore, François Ovide, meccanico, Jean Baptiste Leve, fabbro, Nicolas Magliori Enout, serragliere, Pelite e Fabre, pellettieri, Louis Jean Roy e suo figlio Hypolite, carpentieri, François Bonrepos, aiuto scultore, e Félix Taunay, figlio di Nicolas-Antoine, ancora un giovane apprendista. Molti di loro erano accompagnati dalle famiglie, dalla servitù a da altri aiutanti. Pinassi aggiunge anche i nomi di Sigismund von Neukomm, musicista, e Pierre Dillon, segretario di Lebreton. Sei mesi dopo, si unirono al gruppo lo scultore Marc Ferrez, zio dell'omonimo fotografo, e Zéphyrin Ferrez, medaglista.

### Il progetto di Lebreton e il contesto brasiliano
Il 12 giugno 1816 Lebreton elaborò un memorandum per il Conte della Barca in cui propose di definire una nuova metodologia di insegnamento mediante la creazione di una scuola superiore di Belle Arti con discipline sistematizzate. L'insegnamento si sarebbe svolto in tre fasi:
- Disegno generale e copia dei modelli dei maestri, per tutti gli alunni;
- Disegno di volti e della natura, ed elementi di modellizzazione per gli scultori;
- Pittura accademica con modelli vivi per pittori; scultura con modelli vivi per scultori, e studio in laboratorio di maestri incisori e maestri disegnatori per gli alunni di queste specialità.

Anche per l'architettura vi erano tre tappe divise in teoriche e pratiche:
- Nella teoria:
  - Storia dell'architettura mediante lo studio degli antichi;
  - Costruzione e prospettiva;
  - Stereotomia.
- Nella pratica:
  - Disegno;
  - Copia di modelli e studio delle dimensioni;
  - Composizioni.

Parallelamente Lebreton suggeriva anche l'insegnamento della musica, così come sistematizzava il processo e i criteri di ammissione e promozione degli alunni, il calendario delle lezioni, suggeriva modalità di impiego pubblico dei diplomati e progettava l'ampliamento delle collezioni ufficiali con opere sue, determinava le risorse umane e i materiali necessari per il buon funzionamento della scuola, e prevedeva la necessità della formazione di artigiani ausiliari competenti mediante la proposta dell'istituzione parallela di una Scuola di Disegno per le Arti e i Mestieri, il cui insegnamento sarebbe stato gratuito ma ugualmente sistematico.
Questo progetto ebbe caratteristiche molto contrastante con il sistema di insegnamento e di circolazione dell'arte fino ad allora prevalente in Brasile. Vi era una significativa tradizione artistica locale, come prova la ricca eredità dell'arte barocca che ancora sopravvive nel paese, ma i suoi metodi erano del tutto diversi. L'apprendistato seguiva ancora il modello informale delle corporazioni medievali, lo status di artista non era riconosciuto e gli artisti erano considerati meri artigiani specializzati, il cui inserimento nella società era solo marginale, e le tematiche privilegiate per questi produttori erano soprattutto religiose, giacché praticamente non vi era nessun mercato per l'arte profana, la nobiltà latifondista pareva poco incline agli argomenti artistici, e tutto ciò che si creava era commissionato dalla Chiesa per la decorazione di templi e monasteri. Di fronte a questo quadro, il sistema artistico brasiliano dell'epoca non era in grado di produrre un'arte di palazzo come desiderava la Corte, e così si spiega il rapido accoglimento del progetto di Lebreton da parte della monarchia in esilio, che lo considerava un segno inaugurale dell'ingresso del Brasile nella "vera" civilizzazione. La Missione arrivò in Brasil piena di alti propositi, come scrisse Debret:
"Animati tutti da un identico zelo e con l'entusiasmo dei saggi vaganti che non temono più, oggigiorno, di affrontare i rischi di una lunga e ancora, molta volte, pericolosa navigazione, lasciammo la Francia, nostra patria comune, per andare a studiare una natura inedita e imprimere, in questo nuovo mondo, le tracce profonde e utili, come spero, della presenza degli artisti francesi"

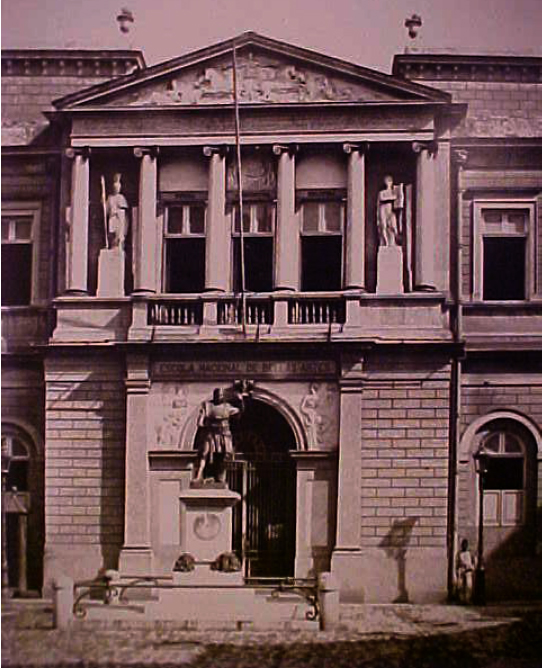
Montigny, Facciata dell'Accademia Imperiale.

Ma la realtà contraddisse le sue aspettative. Nonostante il supporto reale, la missione incontrò resistenza fra gli artisti autoctoni, che ancora seguivano il barocco, e minacciava la posizione dei maestri portoghesi già affermati. La verità è che i francesi furono ricevuti come importuni tanto dai portoghesi tanto dai brasiliani. La regina Maria I morì nel 1816, e il progetto di modernizzazione della capital avanzava lentamente. Il governo centrale aveva molte altre preoccupazione a cui badare — l'accompagnamento dell'instabile situazione in Europa, una rivoluzione in Pernambuco, le costanti esigenze amministrative interne, l'alto costo di mantenimento della Corte, una recessione provocata dalla drastica caduta del prezzo internazionale dello zucchero e del cotone, una grave siccità nel Nord-est che mise in ginocchio l'economia regionale, e i conflitti di frontiera nel sud che porteranno alla guerra argentino-brasiliana, che sottraevano risorse e attenzione al progetto culturale francese. Il principale e uno degli unici promotori attivi del progetto, il Conte della Barca, morì l'anno seguente, il contratto degli artisti fu posto in discussione e il console francese in Brasile, il colonnello Maler, non vedeva di buon occhio la presenza di bonapartisti, tanto da essere in seguito accusato da Taunay di essere il principale ostacolo alla riuscita del progetto.
Siccome la Scuola non era definitivamente impiantata, restando alla mercé delle oscillazioni politiche e subendo modifiche del progetto originale, soccombeva, come lamentava Debret, "agli errori e ai vizi dell'Ancien régime",. Gli artisti sopravvivevano con la pensione concessa dal governo e trovavano occupazione accettando commesse di ritratti e organizzando feste sontuose per la Corte, a fianco delle lezioni che riuscivano a gestire nelle condizioni precarie in cui versava il progetto nei suoi primi anni. Lo stesso gruppo attraversava controversie e dispute interne, Lebreton fu accusato di favoritismi indebiti e cattiva amministrazione, e dovette isolarsi da tutti, morendo nel 1819. Come suo successore fu nominato il portoghese Henrique José da Silva, professore di disegno, un artista conservatore e strenuo critico dei francesi. La sua prima mossa fu liberare i francesi dai loro obblighi come insegnanti. Tante furono le difficoltà che Nicolas-Antoine Taunay abbandonò il paese nel 1821 (anno della morte di Napoleone), lasciandovi il figlio, Félix Taunay. Poco dopo morì anche il Taunay scultore, riducendo ancor più il gruppo primitivo, del quale erano stati effettivamente accettati dal governo solo cinque membri: Debret, Nicolas Taunay, Auguste Taunay, Montigny e Ovide. Passarono dieci anni prima che la Missione desse i suoi primi frutti significativi, con l'inaugurazione, il 5 novembre 1826, alla presenza di Pietro I, dall'Accademia Imperiale. Nel 1831, anche Debret ritornò in Francia.

## La contribuzione individuale
I membri della Missione compirono diverse lavori per la famiglia reale, in relazione alle date e alle vicende commemorative della monarchia, come le cerimonie di acclamazione di Giovanni VI (1817) e l'arrivo della futura imperatrice Leopoldina (1817), così come i festeggiamenti per l'acclamazione e l'incoronazione di Pietro I nel 1822. In questi eventi era prevista la creazione di opere di architettura effimera, come archi di trionfo, obelischi e ornamenti per la città. Lasciarono anche un'importante serie di ritratti ufficiali di personalità e membri della nobiltà e vari diari della vita a Corte e in città.
Lebreton fu la forza organizzatrice iniziale del progetto. Di fronte agli intrighi attorno alla Missione, e avendo un carattere difficile, ebbe attriti con tutti e si ritirò in una proprietà del Flamengo, morendovi pochi anni dopo. Le 50 opere d'arte che acquistò in Francia e portò con sé formano uno dei nuclei iniziali dell'attuale collezione del Museo nazionale delle belle arti.
Debret, il cui atelier si trovava nel quartiere di Catumbi, fu colui che ebbe maggior successo nella registrazione degli usi e costumi del paese, delle tradizioni anacronistiche della Corte portoghese, come per esempio il baciamano. Oltre a diventare il pittore ufficiale del Primo Regno, Debret, nipote di David, si lascia incantare dai paesaggi esuberanti e inediti, dai costumi barocchi, e fuori dalle ore di insegnamento, li registrò in una successione di disegni e acquarelli, che tornato in Francia, pubblicherà nel libro Viagem pitoresca e histórica ao Brasil. Tali immagini sono un'inestimabile documentazione visiva dell'epoca, e una fonte di base per lo studio della cultura e del paesaggio.
Grandjean de Montigny lavorò per trasformare il paesaggio urbanistico di Rio de Janeiro, elaborando un progetto per la prima sede ufficiale dell'Accademia, del quale resta solo il portico, della prima sede della Dogana, opera conclusa nel 1820, e che oggi ospita la Casa Francia-Brasile, e diverse altre opere di risanamento e urbanizzazione, oltre ad aver formato circa venti nuovi architetti, fra cui José Maria Jacinto Rebelo, Teodoro de Oliveira, Joaquim Cândido Guilhobel, Domingos Monteiro e Francisco Joaquim Béthencourt da Silva.
Nicolas Taunay, che arrivò in Brasile a circa 60 anni d'età, non si adattò mai completamente al contesto locale, ma realizzò una bella documentazione del paesaggio con le sue tele. Suo figlio Félix diventerà in seguito direttore dell'Accademia Imperiale, oltre a realizzare opere di merito, e l'altro suo figlio, Adrien, fu disegnatore della spedizione Langsdorff, negli anni 1820 e lasciò importanti registri visivi dell'interno del Brasile.
Auguste Taunay fu nominato professore della Scuola Reale ma non giunse a occupare effettivamente il posto. Realizzò decorazioni nella città di Rio in occasione dell'acclamazione di Giovanni VI. Diede lezioni libere e fu maestro di José Jorge Duarte, Xisto Antônio Pires, Manuel Ferreira Lagos, Cândido Mateus Farias, João José da Silva Monteiro e José da Silva Santos.

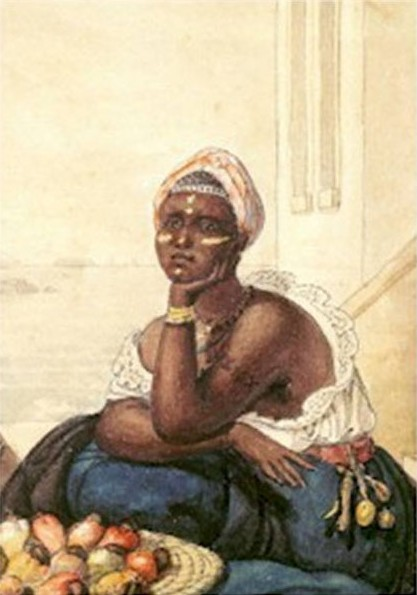
Debret, Negra che vende caju.
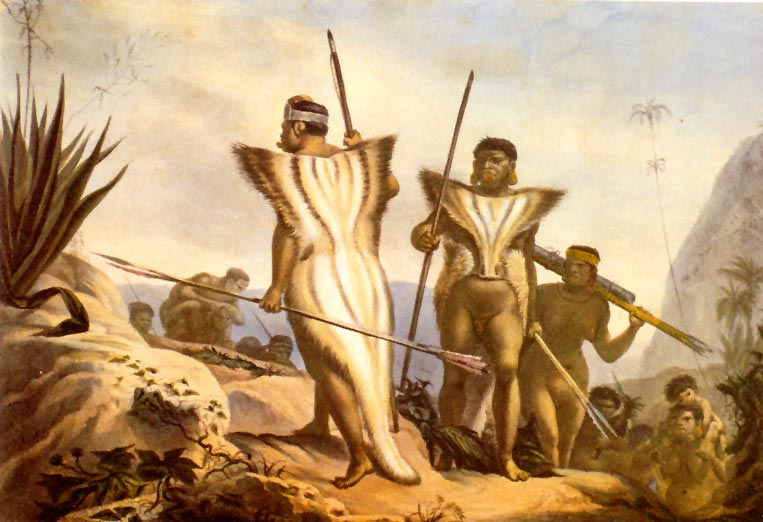
Debret, Botocudos in marcia.
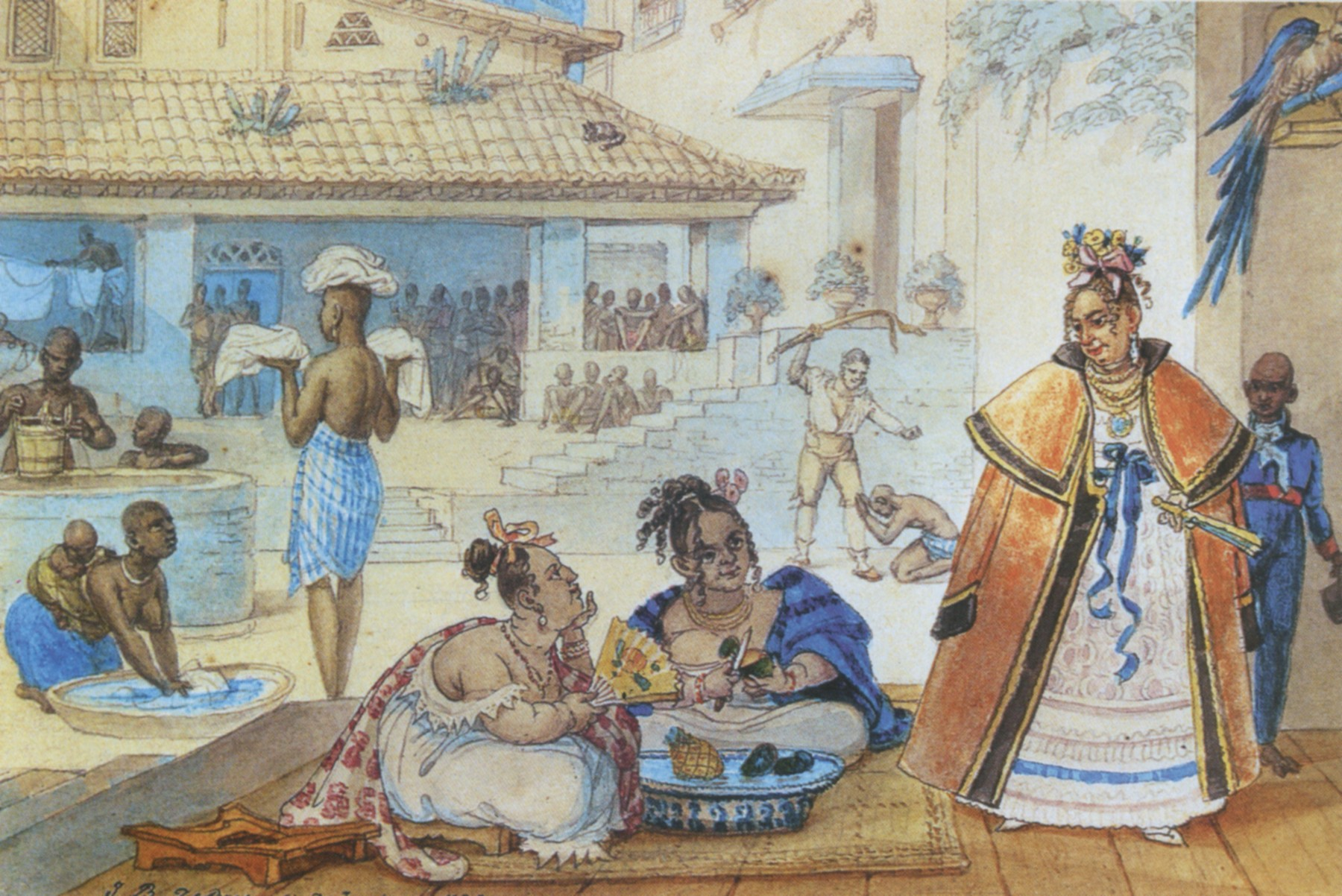
Debret, Casa di zingari
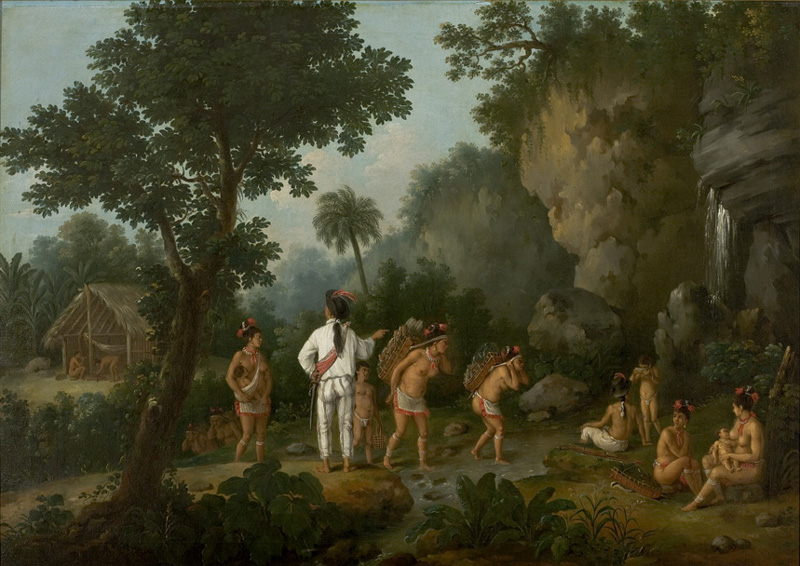
Debret, Cacciatore di schiavi (Museu de Arte de São Paulo).

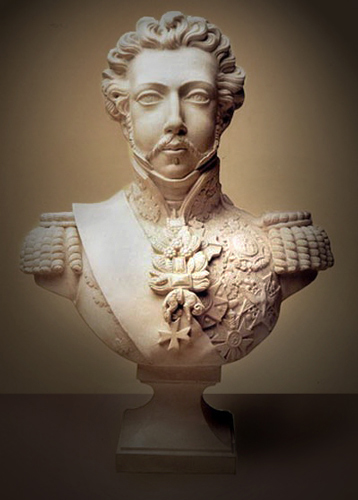
Marc Ferrez, Busto di Pietro I (Museu Histórico Nacional).
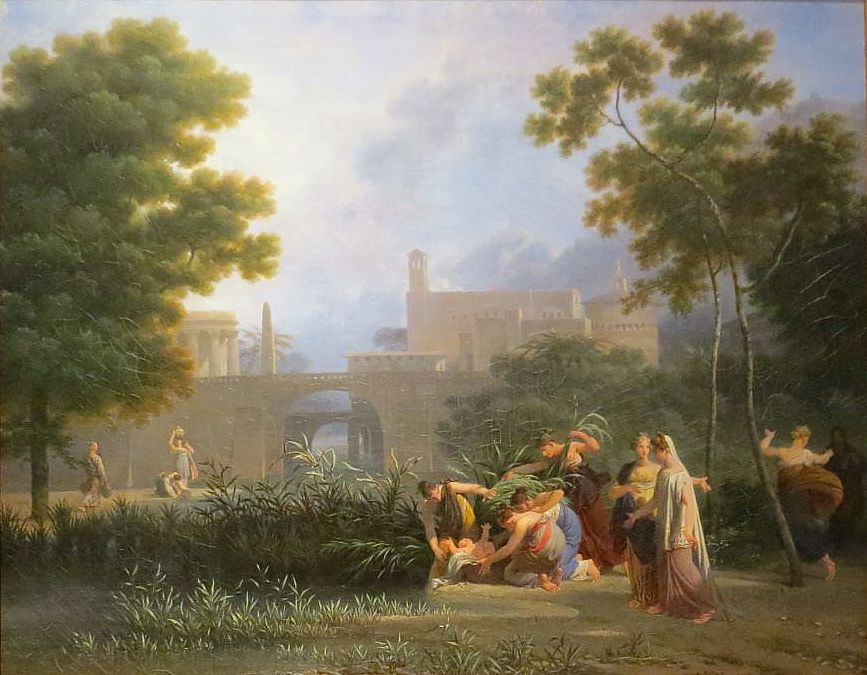
Nicolas-Antoine Taunay, Mosé salvato dalle acque (Museu Nacional de Belas Artes).
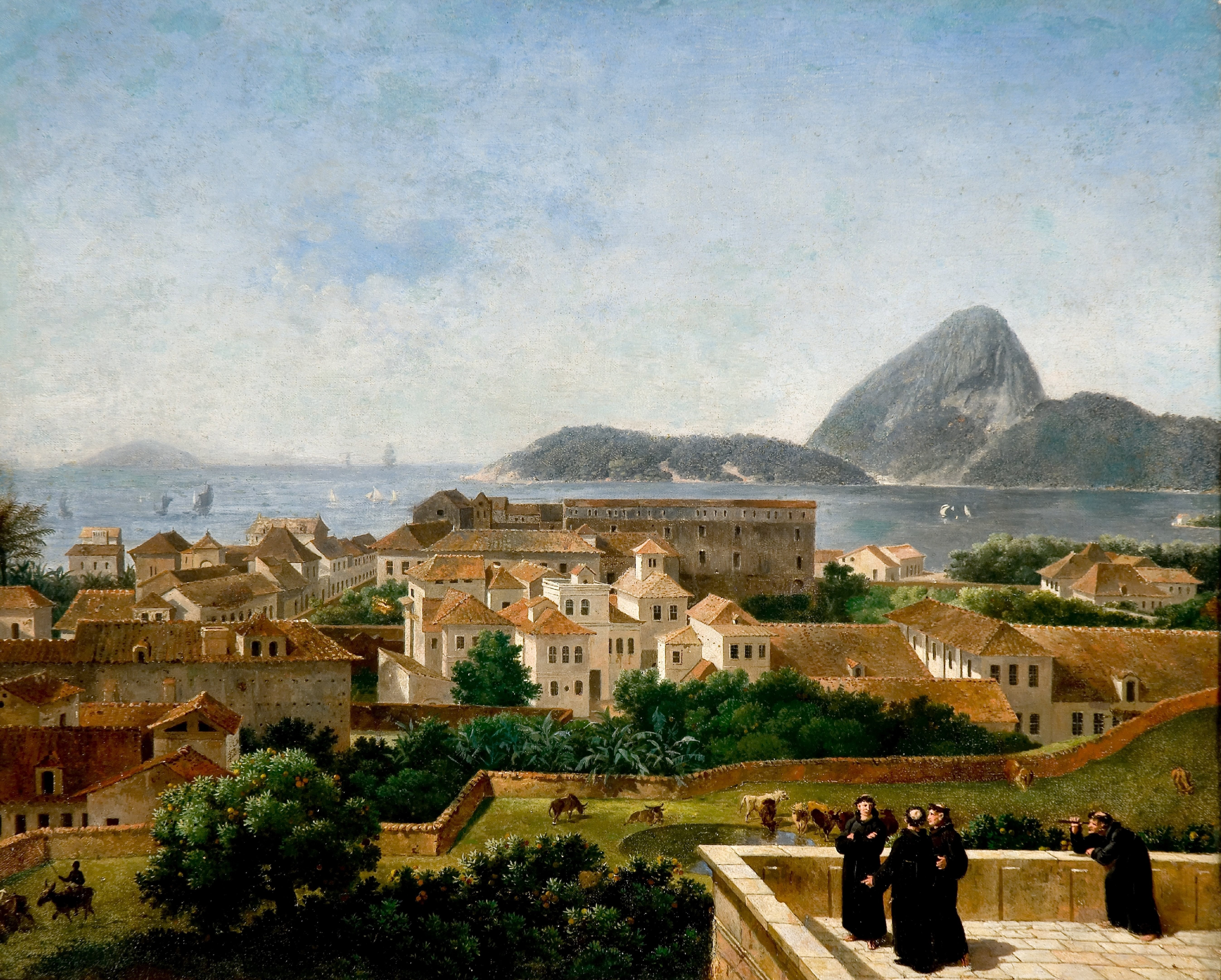
Nicolas-Antoine Taunay, Vista del Morro de Santo Antonio.
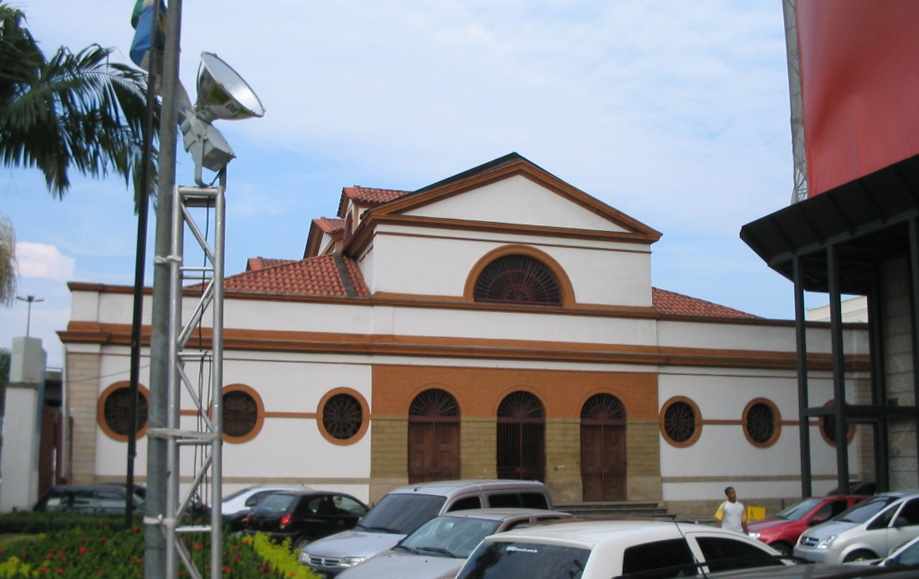
Montigny, Dogana, ora Casa Francia-Brasile.

## Eredità
La Missione ebbe un ruolo importante nell'aggiornamento del Brasile nei confronti di ciò che avveniva in Europa, e fu all'avanguardia per l'epoca e per i luoghi. Sebbene abbia operato in modo sistematico, non fu né la prima né l'unica forza responsabile della diffusione del Neoclassicismo nel paese sudamericano, già percepibile nell'opera di diversi artisti precursori attivi dalla fine del XVIII secolo, come Antonio Landi e Mestre Valentim nell'architettura, Manuel Dias de Oliveira nella pittura e nella musica gli ultimi membri della Scuola di Minas Gerais, come Lobo de Mesquita e João de Deus de Castro Lobo. Ma è certo che i principii estetici che la Missione difendeva furono col tempo adottati quasi unanimemente e divennero naturali, inglobando il nuovo dato alla storia nazionale, tradizione rafforzata nella gestione di Félix-Emile Taunay, figlio di Nicolas, a capo dell'Accademia Imperiale. Il progetto già fu criticato in epoca moderna come un'invasione consentita, un intervento violento di repressione nello sviluppo culturale brasiliano, che ancora portava i segni di una forte eredità barocca e da poco aveva raggiunto la maturità in artisti come Mestre Ataíde e Aleijadinho, ma con l'appoggio ufficiale agli artisti neoclassici la transizione verso la nuova estetica fu accelerata.

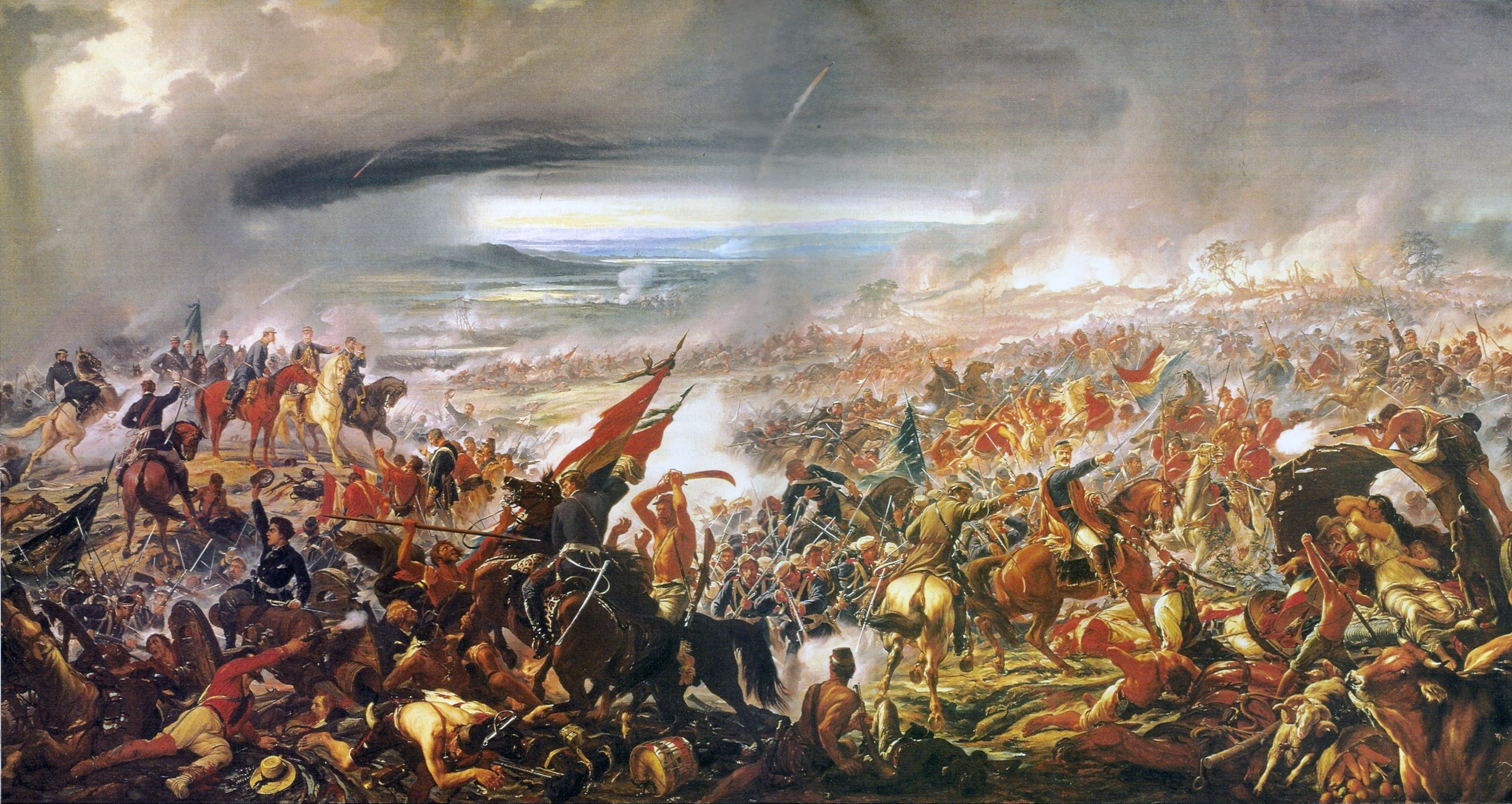
Pedro Américo, La battaglia dell'Avaí.

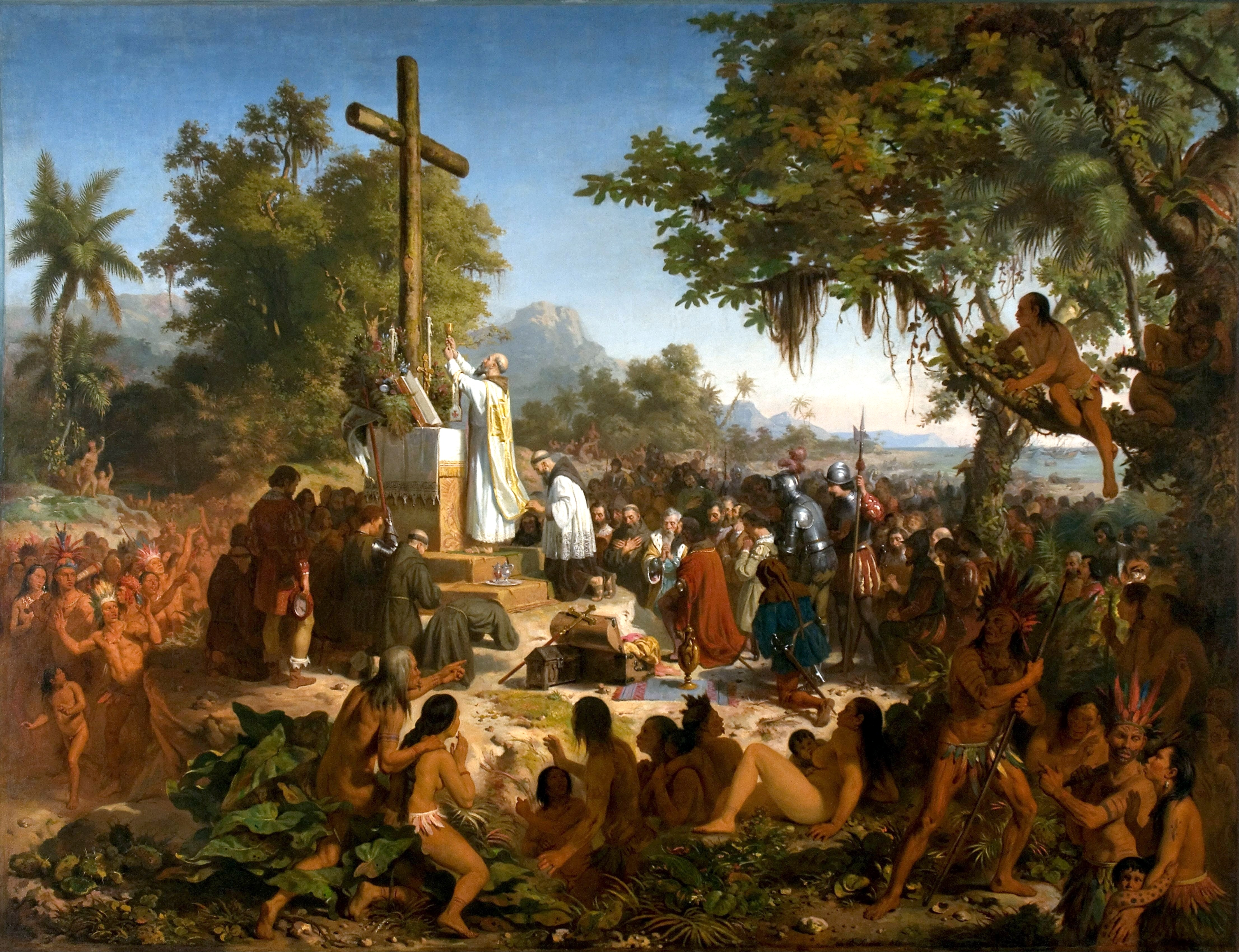
Victor Meirelles, La Prima Messa in Brasile.

D'altro canto, la loro importanza come fondatori di un nuovo sistema di insegnamento non può essere negletta, giacché l'Accademia, sebbene avesse incontrato in origine seri impacci e avesse tardato a dare frutti, divenne durante il regno di Pietro II la più importante istituzione artistica ufficiale del Brasile. In essa si formarono generazioni di artisti brasiliani, il che attesta la validità del metodo proposto. L'attività dei francesi contribuì anche a migliorare lo status di artista, dandogli una posizione di cittadino libero, di professionista, in una società in via di laicizzazione, non più sottomesso alla Chiesa e ai suoi temi e dottrine. Le nozioni di fognature, abitabilità, funzionalità e igiene che portarono incideranno sull'urbanistica delle città e sui concetti circa il bene abitare.
L'insegnamento accademico diede origine anche a una nuova estetica, l'accademismo, un'arte coltivata dallo Stato e organizzata all'interno di linee metodologiche rigide, con tematiche proprie, modelli formali propri, esami attitudinali e sistema di premiazioni, che era abbastanza controllata dalla censura ufficiale, che scartava originalità sospettate di rompere i canoni consacrati o che si collocassero contro i propositi ideologici dello Stato. Disdegnata da alcuni, applaudita da altri, senz'ombra di dubbio l'arte accademica, che in Brasile fiorì immensamente dalla seconda metà del XIX secolo fino all'inizio del seguente, erede diretta dei francesi e del loro sistema, fu il veicolo formale di buona parte dei più vigorosi monumenti della storia dell'arte nazionale di tutti i tempi.
Furono i francesi i qualificati professori della prima generazione di artisti nazionali formati nella scuola pubblica, secondo un sistema professionalizzante inedito, e questi a loro volta formeranno secondo gli stessi principii molti altri di gran valore. Fra gli artisti formati dall'Accademia nei decenni successivi si trovano Victor Meirelles, Almeida Júnior, Rodolfo Amoedo, Henrique Bernardelli, Pedro Américo, Eliseu Visconti, Artur Timóteo da Costa, Belmiro de Almeida, e tanti altri, che riuscirono, grazie alla solida formazione ricevuta a scuola, a creare opere che divennero icone nazionali.
Tale intensa attività attrasse nel paese la presenza di un buon numero di altri stranieri, come Georg Grimm, Castagneto, François-René Moreau, Eduardo de Martino, che daranno un contributo aggiuntivo alla cultura del Brasile. Con la Repubblica l'Accademia Imperiale fu trasformata nell'Scuola nazionale di belle arti, poi assorbita dall'Università federale di Rio de Janeiro, in un momento in cui il modernismo appariva con forza sulla scena e il governo riorganizzava il sistema di istruzione superiore. La tradizione fondata dai francesi non morì mai completamente. Benché il neoclassicismo originario dei francesi abbia ceduto di fronte al mutare del gusto artistico, la loro eredità si perpetua in un sistema di istruzione artistica superiore, che continua a dare frutti nelle università del Brasile.